# Elizabeth Hawley
Elizabeth Hawley (Chicago, Illinois, 9 de novembre de 1923 - Katmandú, 26 de gener de 2018) fou una periodista i cronista d'expedicions a l'Himàlaia. El setembre de 1960 va viatjar al Nepal i s'hi va quedar a viure.
Va començar treballant per a l'agència de notícies Reuters cobrint les notícies d'alpinisme, entre les quals l'expedició americana de 1963, que era la primera dels Estats Units a assolir l'Everest.
Tot i que mai va escalar cap cim, va ser la cronista més coneguda de les expedicions a l'Himàlaia durant més de quatre dècades. Fou respectada per la comunitat alpinista a nivell internacional pels seus registres complets i precisos, tot i no formar part de cap organisme oficial. Els seus registres es resumeixen en la base de dades The Himalayan database, que analitza diverses dades, com les fites aconseguides pels escaladors a l'Himàlaia o els que hi perden la vida.
Al llarg de dues dècades va recollir amb escrupolosa precisió els esdeveniments polítics i socials del Nepal en un diari mensual que al 2015 s'aplegà en dos volumns amb el títol The Nepal Scene: Chronicles of Elizabeth Hawley 1988-2007.
El francès François Damilano, escalador en gel, va batejar amb el seu nom un pic del Nepal. Damilano, el 9 de maig de 2008, va fer una primera ascensió en solitari al pic Hawley (6.182 msnm), del Dhaulagiri Himal, després d'haver pujat al Putha Hiunchuli (7.242 msnm).